# Portulaca johnstonii
Portulaca johnstonii är en portlakväxtart som beskrevs av J. Henrickson. Portulaca johnstonii ingår i släktet portlaker, och familjen portlakväxter. Inga underarter finns listade i Catalogue of Life.